# 管賀江留郎
管賀 江留郎（かんが えるろう）は、日本の著作家。ウェブサイト「少年犯罪データベース」を主宰している。

## 人物
2001年にkangaeru2001というハンドルネームを用いて、すでに閉鎖されていたウェブサイト「少年犯罪を考える」のミラーサイトを開設。これが契機となり、2004年からは自身の調査に基づく「少年犯罪データベース」を主宰し、少年犯罪の網羅的な事例データベースの構築を目指している。2006年12月に刊行された『犯罪不安社会』において「少年犯罪データベース」が紹介されている。
2007年10月には『戦前の少年犯罪』を上梓する。社会運動家の森田ゆりが管賀江留郎を築地書館に紹介したという。発売当初からインターネット上で話題となり、新宿の紀伊國屋書店が特集を組んだことなどから、この種の本としては異例の売れ行きとなった。
同書を著す際に名乗った管賀江留郎というペンネームは、前述したウェブサイト「少年犯罪を考える」の「かんがえる」に由来する。考察より先に根拠を提示して共有できるようにするという当初の心意気を、これからも忘れないという意が込められているという。覆面作家ではあるものの、論稿が掲載された毎日新聞やゲストとして出演した「博士も知らないニッポンのウラ」において顔は公開している。
現在も国立国会図書館にこもって、古い新聞や雑誌をひたすら読み続ける日々を送っている。また次回作として『戦前の少年犯罪』に続く「戦後編」を執筆中である。

## 著作等

### 著書
- 『戦前の少年犯罪』[10]築地書館、2007年10月。ISBN 978-4-8067-1355-5。
- 『道徳感情はなぜ人を誤らせるのか――冤罪、虐殺、正しい心』[11]洋泉社、2016年5月。ISBN 978-4-8003-0745-3。
  - 『冤罪と人類――道徳感情はなぜ人を誤らせるのか』早川書房〈ハヤカワ文庫NF〉、2021年4月。ISBN 978-4150505745。

### 寄稿
- 「濃密な関係ほど憎しみ抱く機会増える つきあい希薄化のなか家族は伝統回帰」[12]『毎日新聞』2008年2月15日付朝刊、12版、6面、論点 なぜ目立つ家族殺人[注釈 5]。
縮刷版通巻第698号、532頁。定期刊行物コード 4910083110281-05714。
- 「暗黒の少年犯罪史」[13]『不思議ナックルズ』VOL.14、ミリオン出版、2008年4月、73-76頁。
ISBN 978-4-8130-6223-3。
- 「『昭和ニート』の狂乱トンデモ事件簿」[14][15]『m9』Vol.1、晋遊舎、2008年4月、53-59頁。
ISBN 978-4-88380-762-8。
- 「悪の貴公子 谷口富士郎事件」[16]『明治・大正・昭和・平成 実録 殺人事件がわかる本』洋泉社〈別冊映画秘宝 MURDER WATCHERS[注釈 6]〉、2008年6月、162-171頁。
ISBN 978-4-86248-263-1。
- 「戦前、日本にも陪審制がありました。」[17]のり・たまみ『へんな判決』ポプラ社、2008年8月、188-192頁。
ISBN 978-4-591-10452-1。
- 「二俣事件の真実」[18]『実録 この殺人はすごい!』洋泉社〈別冊映画秘宝 MURDER WATCHERS〉、2008年12月、170-183頁。
ISBN 978-4-86248-326-3。
- 「二・二六事件とはなんだったのか」[19]（MURDER WATCHERS 出張版 PART2!!）『映画秘宝』2009年4月号、洋泉社、2009年2月、52-55頁。
定期刊行物コード 4910119730490-01000。
- 「浜松事件の全貌」[20]『マーダー・ウォッチャー 殺人大パニック!!』洋泉社〈別冊映画秘宝 MURDER WATCHERS〉、2009年4月、90-105頁。
ISBN 978-4-86248-385-0。
- 「殺人花嫁 煙山ハナ」[21]『実録 殺人事件がわかる本 2010 SPRING』洋泉社〈別冊映画秘宝 MURDER WATCHERS〉、2010年2月、137-146頁。
ISBN 978-4-86248-495-6。

### ゲスト出演
- 「博士も知らないニッポンのウラ」（2008年2月15日放送「021少年犯罪のウラ」[5]）。